# Komuna e Mirasit
Komuna e Mirasit är en kommun i Albanien.   Den ligger i prefekturen Qarku i Korçës, i den sydöstra delen av landet, 130 km sydost om huvudstaden Tirana.
Trakten runt Komuna e Mirasit består till största delen av jordbruksmark.  Runt Komuna e Mirasit är det mycket glesbefolkat, med 4 invånare per kvadratkilometer.